# 長毛鼠
長毛鼠是Colossal Biosciences於2025年，通過基因編輯技術，編輯小鼠胚胎的基因而產生的一種转基因实验小鼠。這項研究旨在復活已經滅絕的猛犸象。 長毛鼠具有類似猛犸象的特徵，包括其毛茸茸的皮毛，以及能夠耐受寒冷的特性，以探討其在寒冷環境下的生存能力。  

## 背景
美國生物技術公司Colossal Biosciences發起了這項「長毛鼠」計畫，以協助其猛犸象复活計畫。 該公司致力於透過對亚洲象進行基因工程，引入類似猛犸象的特徵，使培育出的物種能够在寒冷的環境中生存，以復活已絕滅的猛犸象  
該公司提出，具有猛犸象特征的基因改造大象群可以通過對北極生態系統的影響以緩解气候变化。 根据該公司的假設，這些生物能夠通過放牧行為，促進苔原地区的草原發展、减少永久冻土融化，從而降低凍土消融所釋放的二氧化碳量。 
這項研究於 2025 年 3 月 4 日宣布，該公司表示計劃在 2028 年底前培育出第一頭具有猛獁象特徵的轉基因小象。  覆蓋該項目的未經同行評審的預印本論文於該計畫宣布當天同步發布。